# Danuta Wałęsa
Pour les articles homonymes, voir Wałęsa et Gołoś.
Mirosława Danuta Wałęsa, née Gołoś le 25 février 1949 à Krypy (commune de Liw) en Mazovie, est une personnalité publique polonaise, Première dame de Pologne de 1990 à 1995.
Épouse du militant syndical Lech Wałęsa, lauréat du prix Nobel de la paix 1983, elle se rend à la cérémonie de remise du prix à Oslo et y prononce un discours de remerciement à sa place. Lorsque son mari accède à la présidence de la république de Pologne en 1990, elle renonce à vivre dans les appartements du palais présidentiel du Belvédère, tout en participant à des activités protocolaires jusqu'à la fin du mandat de Lech Wałęsa en 1995. 
En 2011, elle publie une autobiographie qui rencontre un grand succès en Pologne. Elle y pose implicitement la question de la condition des femmes au sein du couple dans le pays, sans se dire elle-même féministe.

## Biographie
Mirosława Danuta Gołoś naît en 1949 au sein d'une famille de paysans polonais très modeste. Elle ne peut suivre sa scolarité que jusqu'à 14 ans. À 18 ans, elle part pour Gdańsk, et y travaille comme fleuriste. Elle y rencontre en 1968 un électricien des chantiers navals, Lech Wałęsa, qu’elle épouse l’année suivante.
Le couple a huit enfants : Bogdan (1970), Sławomir (1972), Przemysław (1974), Jarosław (1976), devenu député européen, Magdalena (1979), Anna (1980), Maria Wiktoria (1982) et Brygida (1985).
En 1981, Lech Wałęsa, devenu l'un des principaux opposants au régime communiste et le dirigeant du syndicat Solidarność, est emprisonné pendant un an. Elle se met à donner des interviews : « C'était mon devoir, j'ai toujours été forte dans l'adversité ». En 1983, Lech Wałęsa reçoit le prix Nobel de la paix, mais ne veut pas sortir de Pologne pour aller le chercher, craignant de ne pouvoir y revenir. C'est donc Danuta Wałęsa qui va chercher ce prix à Oslo, accompagnée de leur fils aîné Bogdan, âgé de 13 ans : elle y tient une conférence de presse et prononce le discours de remerciement en lieu et place de son mari. Elle ne s'installe pas à Varsovie lorsque ce dernier est élu président de la république de Pologne, restant avec ses enfants à Gdańsk.
En 2011, elle publie aux éditions Wydawnictwo Literackie une autobiographie intitulée Marzenia i Tajemnice (Rêves et Secrets, publiée en français chez Buchet-Chastel en 2014). Malgré un titre pouvant évoquer un récit à l'eau de rose, cet ouvrage, jugé sincère, raconte de l'intérieur la vie de la famille Wałęsa durant toutes ces années. Il provoque un débat en Pologne sur la condition de la femme au sein du couple. Celle qui a souvent été considérée comme une sorte de mère courage, travaillant pour sa famille et laissant à son mari les combats politiques et une certaine gloire, dépeint un Lech Wałęsa peu affectueux, absent, n'affectant guère de considération pour son épouse et n'appréciant pas qu'on lui fasse de l'ombre. Pour autant, elle oscille entre la critique et le respect pour cet homme qu'elle a aimé. L'ouvrage connaît un grand succès en Pologne,,. Des rencontres organisées entre Danuta Wałęsa et son lectorat, à Cracovie, Gdańsk et Varsovie, attirent le public, avec des échanges et des réflexions sur la vie de couple. Danuta Wałęsa ne se revendique pas féministe, terme que cette catholique pratiquante rejette, mais se reconnaît en porte-parole des femmes : « Si ce livre peut servir à leur montrer ce qu'on peut changer, c'est tant mieux ». 
Danuta et Lech Wałęsa vivent sous le même toit, chacun à leur étage, dans la grande maison qu'il a fait construire à Gdańsk.